# Piotr Stasiński
Piotr Stasiński (ur. 3 lutego 1953 w Warszawie) – polski dziennikarz, doktor nauk humanistycznych, publicysta, zastępca redaktora naczelnego „Gazety Wyborczej”.

## Życiorys
Z wykształcenia jest polonistą. W 1976 ukończył studia na Wydziale Polonistyki Uniwersytetu Warszawskiego. W 1980 uzyskał stopień doktora nauk humanistycznych w Instytucie Badań Literackich Polskiej Akademii Nauk.
W latach 1980–1988 pracował jako adiunkt w IBL PAN. Tam również rozpoczynał działalność opozycyjną. Brał udział w zakładaniu NSZZ „Solidarność” w PAN. W latach 1981–1988 współredagował podziemny tygodnik „Wola”. Za działalność opozycyjną był wielokrotnie represjonowany.
W latach 1989–1993 przebywał w USA, gdzie pełnił funkcję sekretarza redakcji polonijnego „Nowego Dziennika” w Nowym Jorku oraz wykładał w Seton Hall University Business School w South Orange w stanie New Jersey.
Od 1993 jest dziennikarzem „Gazety Wyborczej”, w której kierował działem krajowym, a następnie działem publicystyki. Od lutego 2001 jest zastępcą redaktora naczelnego.
W 2011 odznaczony Krzyżem Oficerskim Orderu Odrodzenia Polski.
W 2015 Stowarzyszenie Dziennikarzy Polskich przyznało Piotrowi Stasińskiemu i Wojciechowi Czuchnowskiemu tytuł Hieny Roku, zarzucając im „lekceważące i pozbawione empatii oraz zawodowej solidarności wypowiedzi na temat zatrzymania i aresztowania dziennikarzy” w czasie wydarzeń w siedzibie Państwowej Komisji Wyborczej w listopadzie 2014. Decyzja ta spotkała się z ostrą krytyką części środowiska dziennikarskiego – w obronie obu dziennikarzy opublikowano listy otwarty, który podpisało ponad 40 osób, w tym także kilku dziennikarzy zatrzymanych w siedzibie PKW, którzy wskazali, że wypowiedzi stanowiły opinie mieszczące się w granicach wolności słowa. Sprawa podzieliła też zarząd SDP, który na spotkaniu w lutym 2015 nie był w stanie wypracować w tej sprawie wspólnego stanowiska.